# Gottfried Fittbogen
Gottfried Fittbogen (* 20. Januar 1878 in Ahrenshagen (Nordvorpommern); † 22. September 1941 in Berlin) war ein deutscher Privatgelehrter und Autor.
Fittbogen studierte zuerst Theologie, wandte sich dann aber der Germanistik zu. 1907 wurde er Oberlehrer (Studienrat) in Berlin-Neukölln, quittierte jedoch im Oktober 1911 den Schuldienst, um sich der wissenschaftlichen Forschung zu widmen. Als Privatgelehrter befasste er sich fortan mit der „Kunde vom Grenz- und Auslandsdeutschtum“ und der „Erfassung des deutschen Volkstums außerhalb Deutschlands“.
Fittbogen schrieb zahlreiche Artikel zu dieser Thematik. Sein Hauptwerk, das Buch Was jeder Deutsche vom Grenz- und Auslanddeutschtum wissen muß, dessen erste Auflage knapp 64 Seiten dick war, kam in seiner neunten und letzten Auflage auf 280 Seiten.